# Brude IV
Brude mac Der Ilei ou  Brude mac Derile ou Brude IV était roi des Pictes de 697 à 706.

## Origine
Brude mac Derile ou Der-Ilei est désormais identifié comme le fils d'une princesse picte nommée Der-Ilei et d'un scot du Cinél Comgaill ; Dargart mac Finguine tué en 686.

## Règne
Brude devient seul roi des pictes sans doute après avoir expulsé son prédécesseur Taran mac Entefidich en 697. La Chronique picte lui accorde pourtant un règne d'une durée de 11 ans ce qui permet de penser qu'il fut en compétition avec Taran mac Entefidich pendant environ 2 ans.
Sous le règne de Brude mac Derile, Bède le Vénérable mentionne que « les Pictes tuèrent en 698 Bertred fils de Beornheth et duc des Northumbriens ». Ce combat et la mort de « Brectrid fils de Bernith » est également relevé par les Annales d'Ulster et les Annales de Tigernach et la Chronique Anglo-Saxonne.
Le roi Brude mac Deril est également connu pour avoir souscrit avec ses contemporains Eochaid Riananhail dit le « petit-fils » de Domhnall et Fiannamail ua Dúnchada du Dalriada, ainsi que la quasi-totalité des abbés et des princes irlandais lors du synode de Birr en 697 le statut dénommé « Cain Adamnain » ou « Lex Innocentium » qui proclamé sous l’égide d'Adomnan abbé de Iona était destiné à protéger des violences de la guerre les femmes, les enfants et les gens d’église.
Selon la Vita de Servanus (i.e Serf) qui est présenté dans le « Book of de Leccan », le « Book de Ballymote » et celui d'Ui Maine comme le fils d'Obeth et d'une certaine Alma fille d'un roi anonyme des Pictes,  Le roi Bridei tente de tuer le Saint qui le fait tomber malade puis le guérit. En témoignage de reconnaissance Bridei lui donne des terres à Culross dans le Fife pour édifier son monastère.
À sa mort en 706, Brude mac Derile ou Drr-Ilei eut comme successeur son frère Nechtan mac Der-Ilei.

## Sources
- (en) J.P.M. Calise, Pictish Sourcebook, Documents of Medieval Legend and Dark Age History, Londres, Greenwood Press, 2002, 365 p. (ISBN 0-313-32295-3), p. 185
- (en) William Arthur Cumming, The Age of the Picts, Stroud, Sutton Publishing, 1998 (ISBN 0-7509-1608-7).
- (en) William Forbes Skene, Chronicles Of The Picts, Chronicles Of The Scots, And Other Early Memorials Of Scottish History, Édimbourg, H.M General Register House. Reprint par Kessinger Publishings's, 1867/2007 (ISBN 978-1-4325-5105-6 et 1-4325-5105-1).
- (en) Alfred P. Smyth, Warlords and Holy Men Scotland ad 80~1000, Édimbourg, Edinburgh University Press, 1984, 279 p. (ISBN 0-7486-0100-7).
- (en) Ann Williams, Alfred P. Smyth and DP Kirby A bibliographical dictionary of Dark Age Britain Seaby London (1990)  (ISBN 1-85264-047-2)
- (en) Marjorie Ogilvie Anderson, Kings and Kingship in Early Scotland, Édimbourg, John Donald Birlinn Ltd 3e réédition, 2011 (ISBN 9781906566302)
- (en) Thomas Owen Clancy Philosopher-King: Nechtan mac Der-Ilei dans  Scottish Historical Review Volume 83 , octobre 2004. « The genealogy of Nechtan  » p. 149.
- (en) James E. Fraser, From Caledonia to Pictland, Scotland to 795, Édimbourg, Edinburgh University Press, coll. « The New Edinburgh History of Scotland » (no 1), 2009, 436 p. (ISBN 978-0-7486-1232-1), p. 239-40,243,246-9,253-7,259-64,272-4,278-9,290,294,297,312,318-19,329-30,337,355,361,371